# Alemannia Aachen
El Alemannia Aachen (oficialmente: Aachener Turn- und Sportverein 1900 e. V.) es un equipo de fútbol de Alemania, de la ciudad de Aquisgrán. Fue fundado en 1900 y juega actualmente en la 3.Bundesliga. El Alemannia Aachen también tiene equipos en otras modalidades deportivas, como por ejemplo bádminton, atletismo, tenis de mesa y voleibol. El equipo principal de voleibol femenino juega actualmente en la segunda división alemana, sección norte.

## Historia
El club fue fundado el 16 de diciembre de 1900 por dieciocho estudiantes con la denominación de Fußballklub Aachen (Fútbol Club de Aquisgrán). Pero como el nombre 1. FC Aachen (en español: Primer Club de Fútbol de Aquisgrán) ya existía, los alumnos lo cambiaron por Alemannia Aachen. El nombre Alemannia era para demostrar amor a la patria, aun estando cerca de la frontera belga y neerlandesa. Después de la fusión con el Aachener TV 1847, el 17 de septiembre de 1919 el club se llamaba Aachener TSV Alemannia 1847. Mas ya cinco años después, el 26 de enero de 1924, los dos clubes se separaron nuevamente, pasando el nombre del club a ser lo que aún es hasta hoy: Aachener Turn- und Sportverein Alemannia 1900 e. V.
Mientras militaba en la 3. Liga a finales del año 2012 el equipo entró en bancarrota y su tiempo en la liga terminó antes de tiempo, por lo que descendieron a la Regionalliga West para la temporada 2013/14.
En la temporada 2023/24 asciende a la 3. Liga tras quedar campeón de la Regionalliga West.

## Uniforme
- Uniforme titular: Camiseta con líneas horizontales amarillas y negras, pantalón negro y medias amarillas.
- Uniforme alternativo: Camiseta blanca con mangas negras, pantalón blanco y medias blancas con franja negra.

## Estadio
El estadio del Alemannia Aachen se llama Tivoli, que era el nombre de una quinta situada en el terreno del estadio. Fue construido entre 1925 y 1928, con una capacidad para 21 300 espectadores. Por razones de seguridad, la capacidad está reducida 20 800 plazas.
Como el estadio no tiene condiciones para celebrar partidos en las competiciones europeas, los encuentros para la Copa UEFA de la temporada 2004/2005 tuvieron lugar en el Rhein Energie Stadion en Colonia.

### Historia del estadio
1925: empieza a construirse el estadio.
3 de junio de 1928: Inauguración del Tivoli con uma capacidad para 11 000 espectadores.
1938: Primer partido con estadio lleno frente al Beuel.
Septiembre de 1953: Aumento de la capacidad máxima con la construcción de las gradas del norte, el Würselener Wall.
1957: Construcción del techo para los asientos del oeste e instalación de la iluminación de 240 000 vatios (160 Lux). Inauguración el 28 de agosto de 1957 frente al Espanyol Barcelona.
1968: El estadio fue vendido a la ciudad por motivos financieros. Modernizaciones en los años siguientes.
22 de febrero de 1980: Construcción del techo para los asientos del este.
Abril de 1999: Plazas Júnior con precios más baratos para aficionados jóvenes, en los asientos del este.
Verano de 1999: Con el ascenso a la segunda división del fútbol alemán, se instaló calefacción.
Verano de 2009: Se inaugura el nuevo estadio con el mismo nombre y una capacidad para 32 960 espectadores.

## Participaciones destacadas

### Temporadas en la Primera Bundesliga
| Temporada | Posición | Goles | Puntos | Espectadores | Mejor Marcador                   |
| --------- | -------- | ----- | ------ | ------------ | -------------------------------- |
| 1967/68   | 11       | 52-66 | 34-34  | 21 800       | 14 goles: Hans-Jürgen Ferdinand  |
| 1968/69   | 2        | 57-51 | 38-30  | 18 200       | 12 goles: Heinz-Gerd Klostermann |
| 1969/70   | 18       | 31-83 | 17-51  | 12 600       | 6 goles: Jupp Kapellmann         |
| 2006/07   | 17       | 46-70 | 34     | 20 310       | 8 goles: Jan Schlaudraff         |

### Copa de Alemania
- Finalista en la Copa de Alemania en 1953, 1:2 frente al Rot-Weiss Essen, en Düsseldorf
- Finalista en la Copa de Alemania en 1965, 0:2 frente al Borussia Dortmund, en Hanover
- Finalista en la Copa de Alemania en el 2004, 2:3 frente al SV Werder Bremen, en Berlín

A pesar de que perdieron la Final de la Copa de Alemania en 2004 contra el Werder Bremen, el Aachen tuvo motivo para festejar. Como el Werder Bremen se consagró campeón nacional, lo que le da derecho de participar en la Liga de Campeones, el Alemannia tuvo acceso a la Copa UEFA.

## Participación en competiciones europeas UEFA
En la temporada 2004/2005 participó en la Copa UEFA. Sólo fue eliminado por el AZ Alkmaar, en los dieciseisavos de final, a la postre semifinalista ese año. El Alemannia se consagró así como mejor equipo alemán en la Copa UEFA.
| Temporada | Competición     | Ronda        | Club                  | Cómputo global | Ida     | Vuelta  |
| --------- | --------------- | ------------ | --------------------- | -------------- | ------- | ------- |
| 2004/05   | Copa de la UEFA | 1R           | FH Hafnarfjörður      | 5-1            | 5-1 (F) | 0-0 (C) |
| 2004/05   | Copa de la UEFA | Grupo H      | Lille OSC             | 1-0            | 1-0 (C) |         |
| 2004/05   | Copa de la UEFA | Grupo H      | Sevilla FC            | 0-2            | 0-2 (F) |         |
| 2004/05   | Copa de la UEFA | Grupo H      | Zenit San Petersburgo | 2-2            | 2-2 (C) |         |
| 2004/05   | Copa de la UEFA | Grupo H (3e) | AEK Atenas            | 2-0            | 2-0 (F) |         |
| 2004/05   | Copa de la UEFA | 3R           | AZ Alkmaar            | 1-2            | 0-0 (C) | 1-2 (F) |

## Jugadores
Categoría principal: Futbolistas del Alemannia Aachen

## Entrenadores
Categoría principal: Entrenadores del Alemannia Aachen
| - Horst Buhtz - 1981–1982 - Diethelm Ferner – 1987 - Peter Neururer – 1987–1989 - Rolf Grünther – 1989 - Mustafa Denizli – 1989–1990 - Eckhard Krautzun – 1990 - Norbert Wagner – 1990–1991 - Mateusz Lafi – 1991 - Michael Schleiden – 1991 - Wilfried Hannes – 1991–1994 - Helmut Graf – 1994 - Gerd vom Bruch – 1994–1996 - Werner Fuchs – 1996–1999 | - André Winkhold – 1999 - Eugen Hach – 1999–2001 - Jörg Berger – 2001–2004 - Dieter Hecking – 2004–2006 - Michael Frontzeck – 2006–2007 - Guido Buchwald – 2007 - Jörg Schmadtke – 2007 - Jürgen Seeberger – 2008–2009 - Willi Kronhardt 2009 - Michael Krüger 2009–2010 - Peter Hyballa 2010–2011 - Friedhelm Funkel 2011–2012 - Ralf Außem 2011, 2012 | - René van Eck 2012–2013 - Peter Schubert 2013–2015 - Christian Benbennek 2015 - Fuat Kılıç 2015–2020 - Stefan Vollmerhausen 2020–2021 - Kristoffer Andersen 2021 - Patrick Helmes 2021 - Fuat Kılıç 2021–Presente |

## Palmarés

### Torneos nacionales
- Subcampeón de la Copa de Alemania (3): 1953, 1965 y 2004.
- Subcampeón de la Bundesliga (1): 1969
- Campeón de la Regionalliga West (2): 1964, 1967
- Campeón de la Copa de Renania Media (7): 1993, 1994, 1997, 1999, 2002*, 2006*, 2019